# Milan Gombala
Milan Gombala (né le 29 janvier 1968 à Lučenec) est un athlète tchèque, spécialiste du saut en longueur.

## Biographie
Il remporte la médaille d'argent du saut en longueur lors des championnats d'Europe de 1994, à Helsinki, devancé par le Bulgare Ivailo Mladenov.

### Palmarès
| Date | Compétition                    | Lieu       | Résultat | Performance |
| ---- | ------------------------------ | ---------- | -------- | ----------- |
| 1987 | Championnats d'Europe juniors  | Birmingham | 3e       | 7,63 m      |
| 1994 | Championnats d'Europe          | Helsinki   | 2e       | 8,04 m      |
| 1995 | Championnats du monde en salle | Barcelone  | 6e       | 7,95 m      |

### Records
| Épreuve          | Épreuve   | Performance | Lieu   | Date            |
| ---------------- | --------- | ----------- | ------ | --------------- |
| Saut en longueur | Plein air | 8,04 m      | Linz   | 22 août 1995    |
| Saut en longueur | Salle     | 8,18 m      | Prague | 16 février 1992 |